# Imajimaea draculai
Imajimaea draculai är en ringmaskart som först beskrevs av San Martín och Lòpez 2002.  Imajimaea draculai ingår i släktet Imajimaea och familjen Syllidae. Arten är reproducerande i Sverige. Inga underarter finns listade i Catalogue of Life.